# Aggmenők
Az Aggmenők (Eredeti cím: The Cool Kids) egy amerikai vígjátéksorozat. A sorozat alkotói Charlie Day és Paul Fruchbom, a történet pedig nyugdíjaskorúakról szól, akik elmesélik a rokkantosítottaknak szóló poénokat. A sorozat szereplői közt megtalálható: David Alan Grier, Martin Mull, Leslie Jordan és Vicki Lawrence.
Az Amerikai Egyesült Államokban az FOX vetíti 2018. szeptember 28. óta, Magyarországon először a Humor+ adta le 2018. december 21-én.

## Cselekmény
Az Aggmenők szereplői három férfi és egy nő, egy nyugdíjas központ, egy baráti társaság. Hank, Charlie, Sid és Margaret nem átlagos nyugdíjasok, minden nap egy új kalandot és számos izgalmas esemény tartogat számukra.

## Szereplők
| Szereplő       | Színész          | Magyar hang      |
| -------------- | ---------------- | ---------------- |
| Hank Henderson | David Alan Grier | Faragó András    |
| Charlie        | Martin Mull      | Borbiczki Ferenc |
| Sid Delacroix  | Leslie Jordan    | Pálfai Péter     |
| Margaret       | Vicki Lawrence   | Andresz Kati     |